# Dê hoang ở Úc

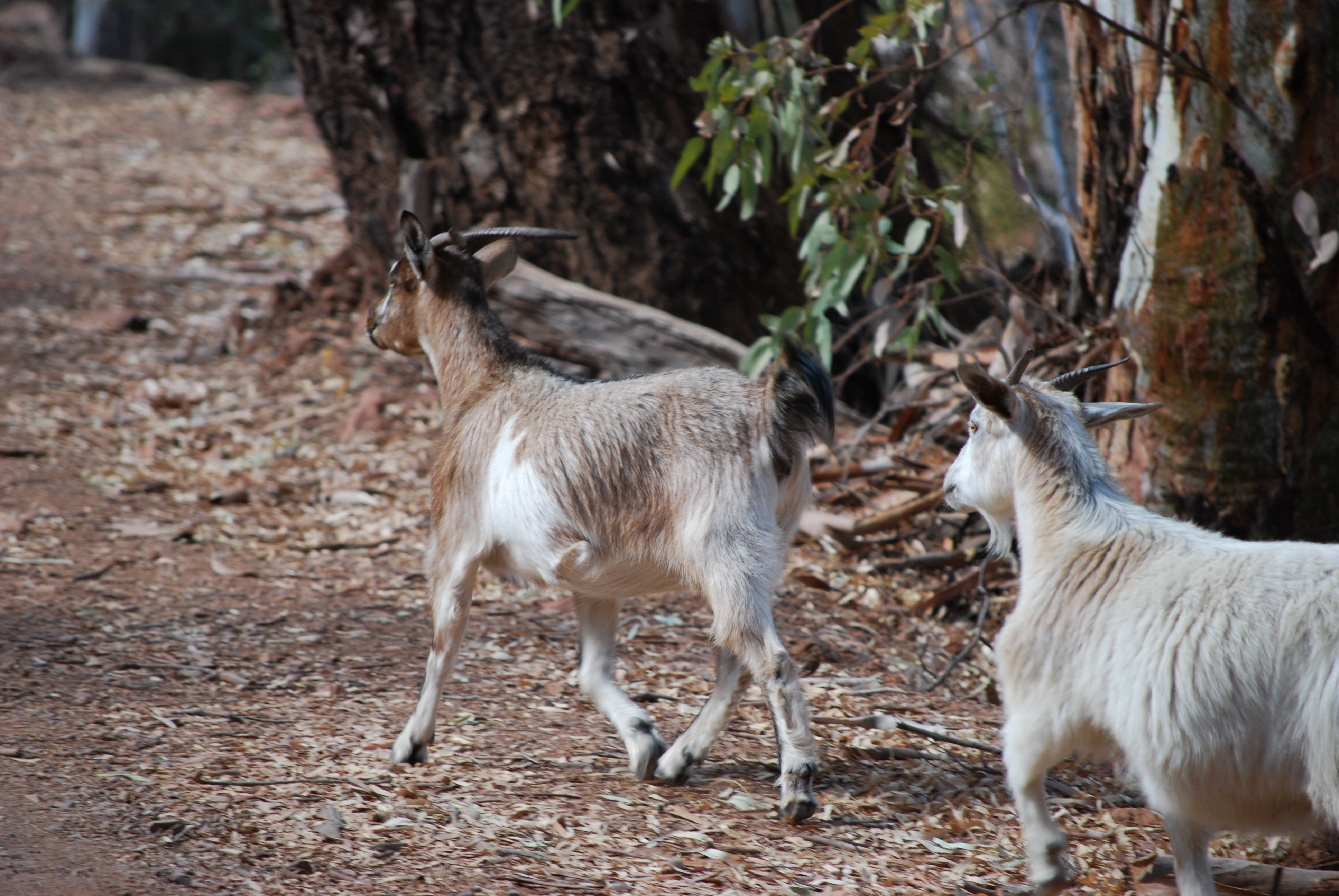
Một đàn dê hoang ở Úc

Dê hoang ở Úc phản ánh về tình trạng những con dê hoang đang sinh sôi trên khắp lãnh thổ nước Úc. Chúng là một loài xâm lấn dữ dội ở quốc gia này và gây ra nhiều vấn nạn về sinh thái và môi trường. Tại hầu hết những nơi con người đã cư trú, họ đều mang theo những con dê phá hoại mùa màng. Những con dê hung dữ ăn cây trồng, tấn công các loài vật khác và làm tăng sự xói mòn đất, dê Australia còn phá huỷ khu di sản của người thổ dân.

## Lịch sử
Dê hoang ở Úc bắt nguồn từ châu Âu. Khi từ Anh đến Úc lập nghiệp, các đoàn di dân ở Anh và các nước châu Âu mang theo rất nhiều đồ vật và súc vật giúp họ gầy dựng cuộc sống mới ở phương trời xa. Trong những con vật được họ dắt theo, loài sinh sôi phát triển đàn rất tốt là dê. Bám theo các đoàn xe di chuyển đến những vùng đất hoang vu sâu trong đất liền, những con dê lạc đàn đã trở thành nguồn giống của những đàn dê hoang đông đúc cộng chung lên đến hơn 2 triệu con
Dê tại các vùng hẻo lánh của Úc đã phát triển mạnh đến hơn 2 triệu con. Tổ tiên của chúng là những gia súc được kéo sau các toa xe, nhằm cung cấp thịt và sữa cho những người khai phá mở đường. Sức chịu đựng bền bỉ đã giúp chúng phát triển mạnh và lan tràn khắp nội địa khô cằn. Chúng gặm những chồi non và khi nguồn thức ăn đã biến mất hoặc khô cạn, chúng ăn cả những thứ bỏ đi, là máy xử lý rác thải của thế giới thực vật. Chúng hăm hở ăn mọi thứ. Cho dù là loài xâm lấn bản địa, dù có cỏ tươi mơn mởn hay không, chúng vẫn vui vẻ thưởng thức đa dạng mọi nguồn thức ăn.
Với số lượng đông đảo, chúng thi nhau phá sạch môi trường sinh thái nơi chúng đã chọn làm địa bàn của mình. Thói quen ăn tạp của dê lại mang tiếng là làm đất dễ bị thoái hóa. Địa hình càng khắc nghiệt, dê lại càng thích. Tuy nhiên, do số lượng đông đúc nên chúng đang trở thành kẻ thù số một trong những khu vực khô cằn và bán khô hạn. Sức chịu đựng bền bỉ đã giúp dê phát triển mạnh và lan tràn khắp nội địa khô cằn của Úc. Do ảnh hưởng của tiếng súng, loài dê không ăn cỏ trong các khu vực lộ thiên và dê tỏ ra rất hiếu động vào buổi sáng sớm và chiều tối. 

## Các điểm nóng
Dê là loài được nhiều người ăn thịt nhất thế giới nhưng hiện nay giống này đang tàn phá vùng Mallee ở tiểu bang New South Wales. Số dê hoang dã tại vùng Tây Nam tiểu bang New South Wales nay đã tràn lan đến mức khó kiểm soát. Số dê hoang tại Mallee tăng trưởng quá nhanh chóng và chúng phá hoại các khu đất nông nghiệp cũng như nguồn nước trên khắp miền Đông Nam New South Wales. Tại góc tây bắc bang với diện tích hơn 630.000 ha, công viên Murray-Sunset là công viên quốc gia lớn thứ hai của bang Victoria. Tại công viên quốc gia Murray Sunset với 8.000 con dê từng bị xem là những con thú chỉ gây tác hại cho người và môi trường. Mật độ dê trong mỗi km2 là 1,5 con. 

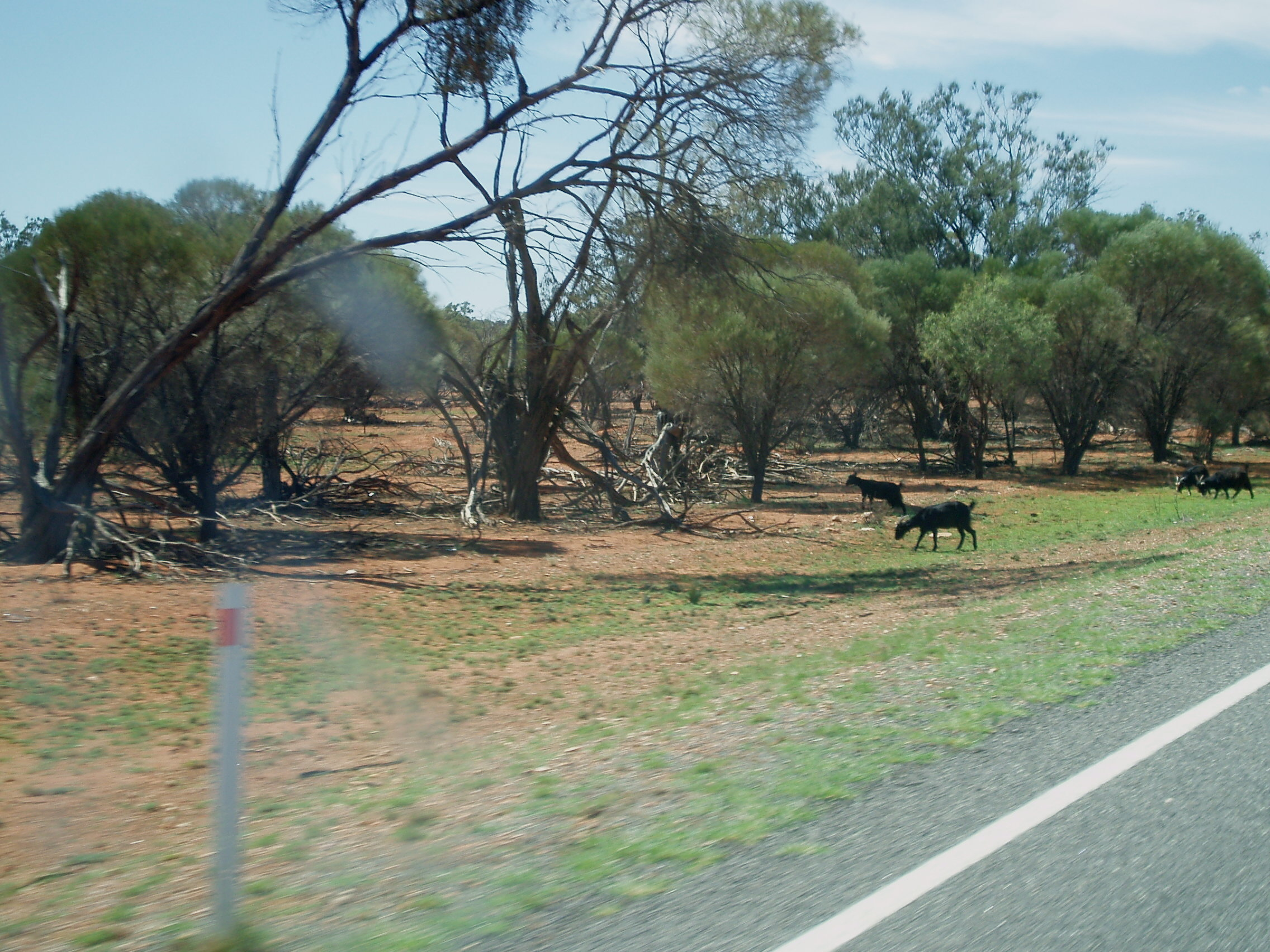
Những con dê hoang xuất hiện trên đường cao tốc

Trước kia, ngoài việc khai thác muối và thạch cao, vùng Mallee cũng là nơi chăn thả gia súc và cừu, nhưng chưa bao giờ được khai phá để trồng trọt do đất đai khô cằn cùng với khí hậu khắc nghiệt. Được xem là nơi không thể canh tác, nhưng rốt cuộc vùng đất rộng lớn này đã được công bố là công viên quốc gia vào năm 1991. Đây là kiểu rừng bán khô hạn hiếm hoi mà không phải động vật nào cũng sống được, ngoại trừ con dê vốn một thời được xem như loài gia súc phổ biến, phát triển mạnh mẽ trong môi trường khắc nghiệt này. Rất nhiều dê ở đây khá to lớn, có khi đến 60, 80 kg/con. Dần dà, loài dê hoang trở nên khó kiểm soát.
Đây là vùng đất hầu như khô hạn quanh năm, việc bốc hơi vào mùa hè làm cho nước trong các hồ mặn đến không thể uống được. Dê có thể sống sót trên thảm thực vật mọng nước, nhưng mùa khô buộc chúng phải di chuyển về phía các đập ngăn nước quanh khu vực trồng trọt. Những cánh đồng lúa mì đã thu hoạch mang một vẻ hấp dẫn không thể cưỡng lại, nhưng lại rất nguy hiểm. Những con dê sẽ dễ dàng trở thành những mục tiêu do không có che chắn. Cuộc phục kích diễn ra một cách nhanh chóng và hiệu quả, nhưng nếu quanh chúng là những bụi rậm thì sẽ không dễ dàng thế. 

## Giải pháp

### Săn bắn
Hiện nay người dân Úc cũng săn bắn dê hoang để hạn chế việc dê hoang gây hại cho môi trường sinh thái. Săn bắn có vẻ là một phương tiện mạnh mẽ đầy bạo lực nhằm kiềm chế loài dê hoang dã. Nếu có thể, công viên Victoria cũng sử dụng bẫy dê, như tại khu tiếp giáp vùng đất tư nhân, nơi chúng thường tìm đến nguồn nước. Tuy nhiên, bẫy không phải là một lựa chọn khả thi trong một khu vực rộng lớn như công viên quốc gia Murray Sunset, chỉ đơn giản là do khó kiểm tra được hiệu quả.
Ngoài ra, cũng không thể đoán trước sự di chuyển của đàn dê và việc dùng xác những con vật này cũng không khả thi, nên lựa chọn tốt nhất trong những tháng hè nóng bức là khi dê buộc phải di chuyển để tìm nước. Tuy nhiên, khu vực này lại quá xa. Vì vậy, sau thử nghiệm trong nhiều năm, công viên Victoria đã nhờ cậy vào lực lượng của Hiệp hội bắn súng thể thao. Công viên Victoria phải bắt tay vào một chiến lược táo bạo bằng cách sử dụng các thợ săn tư nhân.

### Kiểm soát
Các quan hệ hợp tác bắt đầu vào cuối năm 2003 và chương trình ngày càng trở nên có hiệu quả, số lượng dê đã giảm đáng kể. Kể từ khi chương trình bắt đầu, chi phí tự bỏ ra khoảng 70.000 USD nhưng bù lại các xạ thủ đã đạt được những kỹ năng đáng giá, theo hướng dẫn của Robert McNamara, một nhân viên kiểm lâm kỳ cựu. Sau khi bắn hạ, họ sẽ kiểm tra giới tính, kích thước,… và ghi nhận mọi thứ về con dê. Sử dụng các thông tin trên để xây dựng một chiến lược lâu dài cho việc kiểm soát động vật.
Điều này bao gồm các biện pháp kiểm soát như tiếp tục chương trình với Hiệp hội bắn súng thể thao. Đầu năm sau, nhóm có kế hoạch thực hiện một số chương trình kiểm soát bằng trực thăng và cũng có chiến lược hạn chế dê tiếp cận nguồn nước. Đã có kế hoạch xây dựng một lò mổ và chế biến thịt dê tại Mildura, nhưng quy định hiện hành tại bang Victoria không cho phép ăn thịt động vật từ các công viên quốc gia.

### Nuôi dê hoang
Ở Úc xuất hiện những mô hình nuôi dê hoang để sinh lợi ích kinh tế ngay ở những vùng đất khô cằn nhất tại Úc. Nhu cầu bùng nổ với bầy dê chăn thả dẫn đến một sự thay đổi đáng kể về sử dụng đất đai trong vùng khô cằn của nước Úc. Từ một động vật gây hại, nay trở nên một nguồn tài nguyên, cung cấp thịt nạc, chất protein tự nhiên. Nhiều người mua dê từ những người chăn gia súc trên các vùng hẻo lánh và cẩn thận chăm sóc đến khi chúng đạt mức trọng lượng của thị trường. Sau đó, dê được gửi đến các lò mổ ở miền tây Queensland và bắc Victoria.
Những người nuôi dê nhấn mạnh việc quản lý khi chăn thả đàn dê rất quan trọng, nhưng dê cũng là loài sống sót tuyệt vời. Trong những năm gần đây, ngành chăn nuôi dê tại Úc đã tạo ra một tên mới cho loài du cư vùng hẻo lánh này từ lâu được xem là “hoang dã” nay là “dê vùng chăn thả”. Không như cừu, chúng không cần phải xén lông, cho uống thuốc hoặc chăm sóc tốn kém. Ngoài ra, trong những năm gần đây, loài dê hoang dã đã chịu đựng và sống sót qua các đợt hạn hán khiến một số chủ trại chăn gia súc phải bán tất cả cừu và gia súc của họ. Dê đã trở nên cứu tinh cho nhiều chủ đất trong vùng.

### Xuất khẩu
Úc là một trong những nước xuất khẩu thịt dê nhiều nhất thế giới trong khi Hoa Kỳ và Đài Loan là hai thị trường thịt dê lớn nhất. Trung Quốc và Ấn Độ đã bắt đầu mua dê chăn thả của Úc. Dòng nước nhỏ ban đầu đang nhanh chóng trở thành một dòng thác trong thương mại. Bắt đầu với 30 tấn, sau đó tăng gấp 10 lần và trong năm thứ ba người ta đã bán 3.000 tấn. Nhu cầu thịt đang tăng cao ở châu Á là một cơ hội tuyệt vời cho ngành công nghiệp dê. Quy mô dân số cùng với thiếu khả năng về đất đai do dân số quá đông, sẽ cho phép cung cấp thức ăn cho châu Á bằng nguồn protein này. 

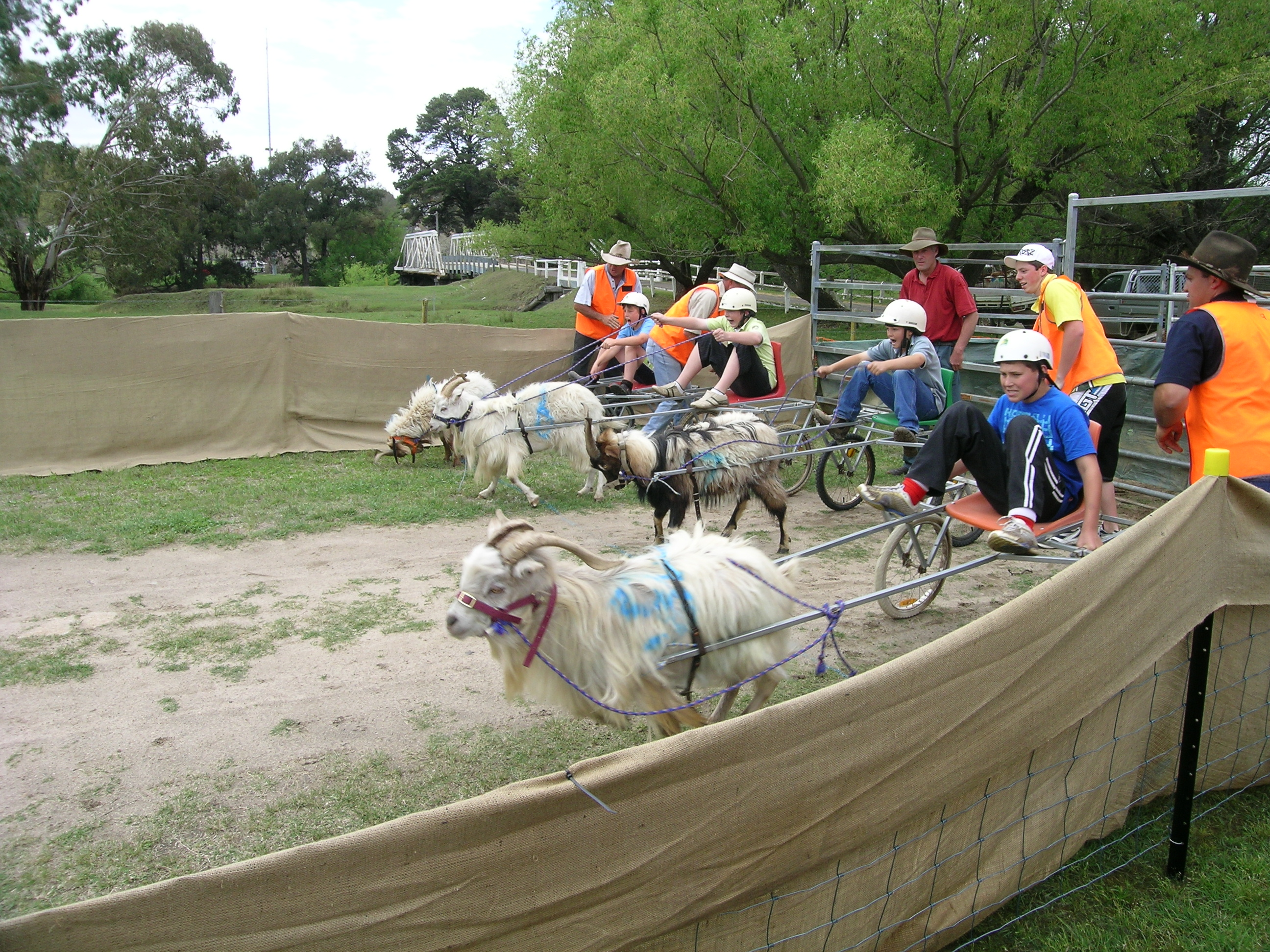
Đua dê hoang

Công ty Thịt và Gia súc sống Úc ước lượng mỗi năm Úc xuất khẩu số lượng thịt dê trị giá khoảng 150 triệu đô la và khoảng 10 triệu đô la dê sống. Việc xuất khẩu mang lại nhiều lợi nhuận béo bở này là một trong những lý do thúc đẩy việc mở lại lò giết mổ ở Mildura, vốn từng bị đóng cửa cách nay 10 năm, lò giết mổ này có khả năng giết 1200 con dê, cừu, bê mỗi ngày. Nếu nông dân muốn xuất khẩu dê thì việc mở một lò giết mổ tại Mildura là điều rất quan trọng.
Trang trại Burndoo gần Wilcannia, hiện có hàng trăm km hàng rào ấn tượng, giúp dễ dàng quản lý và kiểm soát chặt số lượng lớn dê tập trung từ khắp các vùng hẻo lánh phía nam. Các nhà sản xuất nhắm đến nhu cầu về thịt đang bùng nổ tại châu Á. Người ta từng bán đi 150.000 con, con số này có thể lên đến 180.000 con. Thị trường truyền thống là Bắc Mỹ, nơi dê là sản phẩm chủ yếu với giá cả phải chăng dành cho người dân Mỹ Latinh. Đó là loại thịt được chấp nhận rộng rãi nhất thế giới, do không bị một rào cản tôn giáo nào từ đó có tốc độ tăng trưởng như hiện nay trong thị trường thịt dê.
Dê nay được bán với giá từ 50 và 70 đô-la một con. Giá này đã tăng gấp đôi so với giá ông bán được cách đây một năm. Úc đang nhận được yêu cầu về thịt dê cao nhất từ Mỹ, tiếp theo là Malaysia, Đài Loan và các thị trường nhỏ hơn từ đảo quốc Mauritius và vùng Tây Ấn. mối quan tâm của người Trung Quốc tại địa phương trong vùng đất chăn thả dê tại Tây Úc. Nông dân vùng vùng Mallee hy vọng sẽ biến chúng thành món hàng xuất khẩu mang lại nhiều lợi nhuận. Nông dân đang tập trung hàng chục ngàn con dê hoang và chở chúng đi đến Adelaide, Swan Hill và Wodonga. Riêng một chủ nông trại tại Pooncarie đã tập trung được khoảng 27 ngàn con dê, đấy là số lượng dê nhiều nhất từ một chủ trang trại và vô số dê hoang được nông dân từ khu Wentworth tới Broken Hill tập trung lại và chở đi.